# Dreieck Saarbrücken
Dreieck Saarbrücken is een knooppunt in de Duitse deelstaat Saarland. Op dit onvolledig knooppunt in de stad Saarbrücken sluit de A620 vanuit Saarlouis aan op de A6 Saarbrücken-Waidhaus.

## Geografie
Het knooppunt ligt in de stad Saarbrücken. Nabijgelegen stadsdelen zijn Sankt Arnual, Güdingen en Brebach-Fechingen. Het knooppunt ligt ongeveer 5 km ten zuidoosten van het stadscentrum van Saarbrücken, ongeveer 65 km ten oosten van Metz en ongeveer 70 km ten zuidwesten van Kaiserslautern.
Direct ten westen van het knooppunt ligt de Saar die door beide snelwegen gekruist wordt.

## Wegverbindingen
Vanwege de krappe hoek waarin het knooppunt is gebouwd, de krappe stedelijke bebouwing en het feit dat beide snelwegen tegelijkertijd de Saar kuisen, ontbreekt de verbinding vanuit het westen A6 richting Saarlouis A620. Deze relatie wordt verwerkt door de aansluiting Saarbrücken-Goldenen Bremm A6 en de afrit Messegelände A620.

## Verkeersintensiteiten
Dagelijks passeren ongeveer 130.000 voertuigen het knooppunt.
| Van                                | Naar                           | Gemiddeld aantal voertuigen per dag | Percentage vrachtverkeer |
| ---------------------------------- | ------------------------------ | ----------------------------------- | ------------------------ |
| AS Saarbrücken-Goldene Bremm (A 6) | AD Saarbrücken                 | 18.800                              | 15,8%                    |
| AD Saarbrücken                     | AS Saarbrücken-Fechingen (A 6) | 61.200                              | 10,1%                    |
| AS Saarbrücken-Güdingen (A 620)    | AD Saarbrücken                 | 48.300                              | 6,4%                     |

## Richtingen knooppunt
| Aansluitende wegen                                                    | Aansluitende wegen              | Aansluitende wegen | Aansluitende wegen | Aansluitende wegen |
| --------------------------------------------------------------------- | ------------------------------- | ------------------ | ------------------ | ------------------ |
| richting Saarbrücken / Sarreguemines (B51) Saarlouis / Luxemburg (A8) |                                 |                    |                    |                    |
|                                                                       |                                 |                    |                    |                    |
| richting Saarbrücken-Goldene Bremm Metz / Parijs / Straatsburg        | richting Neunkirchen / Mannheim |                    |                    |                    |
|                                                                       |                                 |                    |                    |                    |
|                                                                       |                                 |                    |                    |                    |